# Torre-serona
Torre-serona là một đô thị trong tỉnh Lérida, cộng đồng tự trị Cataluña Tây Ban Nha. Đô thị Torre-serona có diện tích là 5,79 ki-lô-mét vuông, dân số năm 2009 là 350 người với mật độ 60,54 người/km². Đô thị Torre-serona có cự ly 7,7 km so với tỉnh lỵ Lérida.